# Bobby Charlton
Sir Robert Charlton, detto Bobby (Ashington, 11 ottobre 1937 – Macclesfield, 21 ottobre 2023), è stato un calciatore, allenatore di calcio e dirigente sportivo inglese, di ruolo attaccante.
Considerato come uno dei più forti giocatori della storia del calcio nonché da alcuni come il più forte calciatore inglese in assoluto, occupa la 12ª posizione nella speciale classifica dei migliori calciatori del XX secolo pubblicata dalla rivista World Soccer e la 10ª posizione nell'omonima lista stilata dall'IFFHS. Nel marzo del 2004, Pelé lo ha anche inserito nella FIFA 100, la lista dei 125 migliori calciatori viventi, redatta in occasione del Centenario della FIFA. Nell'arco della sua carriera, ha inoltre vinto il Pallone d'oro del 1966 dopo essersi laureato con l'Inghilterra campione del mondo nello stesso anno.
Bandiera del Manchester United, guidò da capitano i Red Devils alla conquista della loro prima Coppa dei Campioni insieme a Denis Law e George Best, con i quali ha formato una leggendaria linea d'attacco. Fino al 21 maggio 2008 è stato anche il primatista di presenze (758) con la maglia del club inglese, venendo poi superato da Ryan Giggs.
Dopo la morte di Harry Gregg, avvenuta il 17 febbraio 2020, è stato l’ultimo giocatore dei Red Devils sopravvissuto al disastro aereo di Monaco di Baviera, quando il 6 febbraio 1958 morirono 23 persone. È stato anche nominato cavaliere dalla regina Elisabetta II nel 1994.

## Biografia

### Famiglia e vita privata
Figlio del minatore Robert "Bob" Charlton (1909–1982) e di Elizabeth Ellen "Cissie" Milburn (1912–1996), era il fratello di Jack Charlton, anche lui calciatore e in seguito allenatore. Inoltre anche gli zii, George, Jack, Jim, Stan e Jackie Milburn furono tutti calciatori professionisti.
Charlton sposò Norma Ball nel 1961 ed ebbe con lei due figlie, Andrea e Suzanne. Quest'ultima è stata una meteorologa della BBC dal 1987 al 2007.
Charlton è stato nobilitato nel 1994. Gli è stata diagnosticata la demenza nel 2020. All'inizio di quell'anno, era troppo malato per partecipare al funerale di suo fratello Jack, che aveva la stessa malattia.

### Morte
Muore il 21 ottobre 2023 a Macclesfield, dopo una lunga malattia, all'età di 86 anni.

## Caratteristiche tecniche
Calciatore totale, ambidestro, potente ed elegante al tempo stesso, giostrava principalmente come mezzala a tutto campo. Non di rado, veniva schierato come centravanti di manovra, mantenendo una continuità di rendimento altissima per tutta la sua carriera. I suoi strappi palla al piede, la sua capacità di regia e di inserimento negli spazi, nonché la sua leadership, lo consacrarono come uno dei fuoriclasse della sua epoca.
Era inoltre dotato di un tiro potente e preciso dalla media e lunga distanza, oltre che di un eccellente colpo di testa, qualità che gli permisero di andare in rete con regolarità, pur non essendo un attaccante puro.

## Carriera

### Club
Iniziò la sua carriera durante una partita con la rappresentativa delle scuole dell'Est Northumberland, alla quale assistette l'allenatore del Manchester United Matt Busby, che ne notò le doti e gli fece firmare nel gennaio del 1953, all'eta di quindici anni, il suo primo contratto.
Esordì in prima squadra nel 1956 contro il Charlton e segnò due reti nel 4-2 finale. Nella stessa stagione segnò 10 gol in 14 gare giocate e il Manchester United vinse la Premier League. Il grandioso inizio di carriera fu però turbato dal disastro aereo di Monaco del 6 febbraio 1958, e la perdita di tanti compagni lasciò ferite profonde nell'animo del giocatore.
Busby cercò di rimettere insieme la squadra e come colonna portante scelse proprio Bobby, all'epoca appena ventunenne. Il lavoro del mister verrà ripagato con la vittoria nella Coppa d'Inghilterra del 1962-1963 e nei campionati del 1964-1965 e del 1966-1967. Dieci anni dopo il tragico avvenimento a Wembley Charlton, divenuto capitano, poté alzare al cielo la Coppa dei Campioni dopo aver sconfitto il Benfica di Eusébio per 4-1 (suoi il primo e l'ultimo gol, mentre le altre reti furono messe a segno da Best e Kidd).

### Nazionale

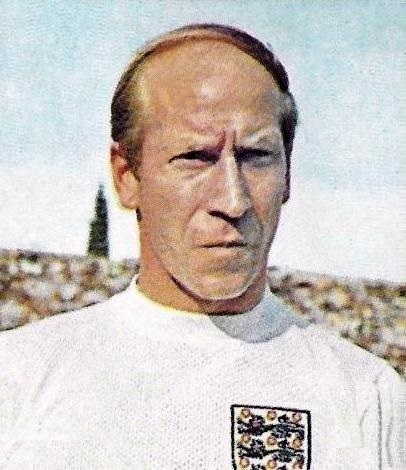
Bobby Charlton con la maglia della nazionale inglese nel 1970

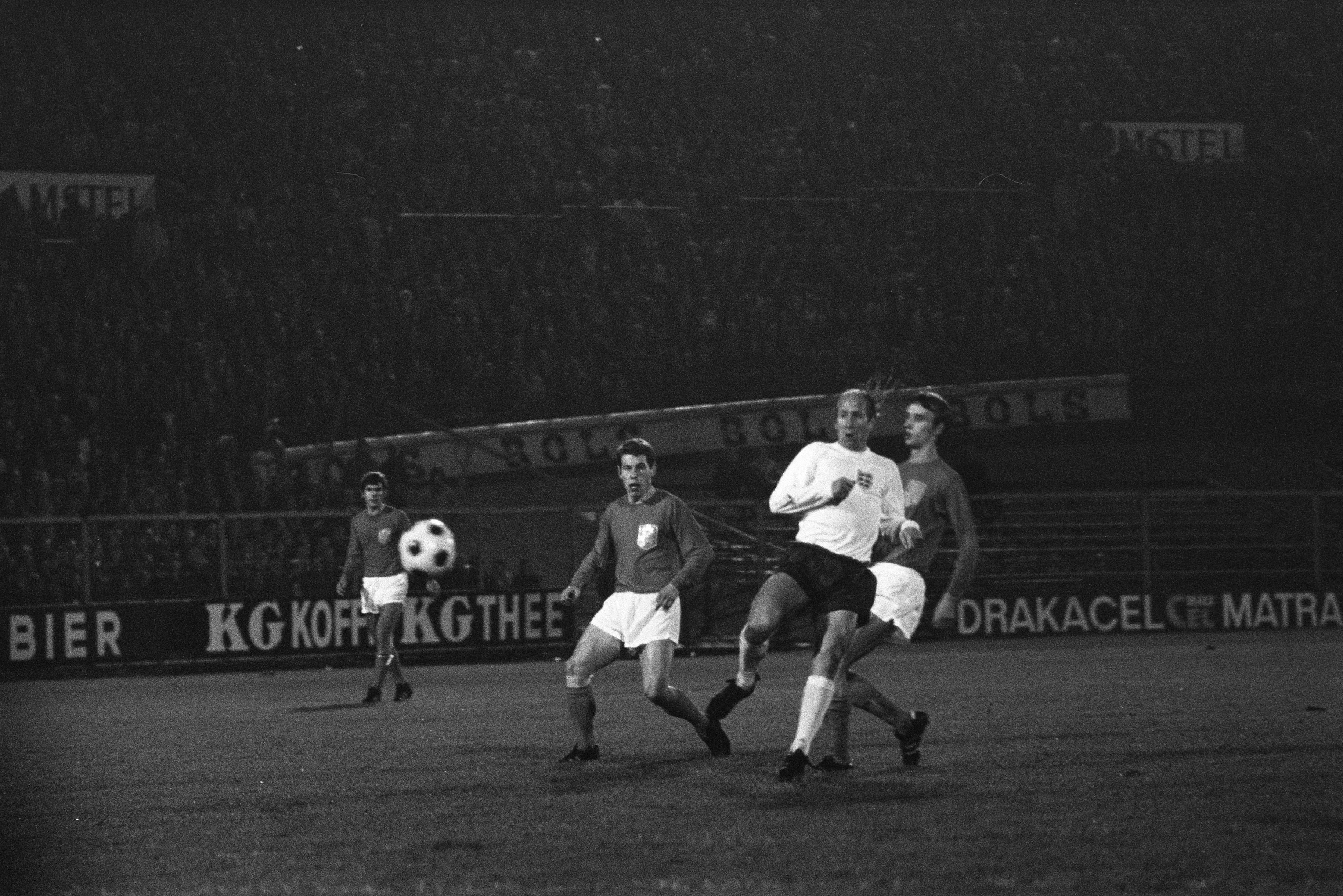
Charlton e Rob Rensenbrink in azione durante un incontro Olanda-Inghilterra (1969)

L'esordio avvenne il 18 aprile 1958 in Inghilterra-Scozia 4-0 (1 gol). Data la prestazione sublime venne convocato per i mondiali in Svezia, ma l'Inghilterra fu eliminata subito dall'Unione Sovietica e Charlton non scese mai in campo.
Durante i Mondiali del Cile, disputatisi nel 1962, Charlton venne schierato come ala sinistra e, grazie a un suo gol segnato contro l'Argentina, l'Inghilterra si qualificò ai quarti. Il ct inglese Walter Winterbottom si pentì di non averlo schierato quattro anni prima. La nazionale inglese perse poi ai quarti contro il Brasile, che poi vinse il secondo titolo mondiale consecutivo.
Nel mondiale del 1966, che i Three Lions giocarono in casa, Charlton segnò una rete nella partita contro il Messico (cavalcata conclusa con un tiro appena sotto la traversa) e una doppietta nella semifinale contro il Portogallo di Eusebio (una tra le sue migliori partite in nazionale). Non segnò nella finale vittoriosa giocata a Wembley contro la Germania Ovest, dove fu marcato da un ancor giovane Franz Beckenbauer.
Si ritirò dalla nazionale nel 1970, dopo l'amaro mondiale messicano, con 106 presenze e 49 gol. Al momento del ritiro deteneva il record sia di presenze sia di gol: viene superato nel record di marcature da Wayne Rooney l'8 settembre 2015 in un match di qualificazione agli Europei contro la Svizzera.

## Nella cultura di massa
- Nell'episodio "Taking Liberties" della sitcom Frasier, Daphne Moon (Jane Leeves) menziona che uno dei suoi zii ha cercato fanaticamente di ottenere l'autografo di Charlton, "finché Bobby gli ha spaccato in testa una lattina di birra chiara. Dodici punti, e ha ancora la lattina!"[10]
- Nel film del 2011 United, incentrato sui successi dei Busby Babes e sulla decimazione della squadra nell'incidente di Monaco, Charlton è stato interpretato dall'attore Jack O'Connell.[11]
- Nell'episodio "Munich Air Disaster" del documentario sull'incidente aereo Indagini ad alta quota, è stato intervistato come sopravvissuto nello show, insieme a Harry Gregg.
- Nel film biografico Best, incentrato sulla vita del suo ex compagno di squadra George Best, Charlton è stato interpretato dall'attore Jerome Flynn.

## Statistiche

### Presenze e reti nei club
| Stagione              | Squadra               | Campionato            | Campionato | Campionato | Coppe nazionali | Coppe nazionali | Coppe nazionali | Coppe continentali | Coppe continentali | Coppe continentali | Altre coppe | Altre coppe | Altre coppe | Totale | Totale |
| Stagione              | Squadra               | Comp                  | Pres       | Reti       | Comp            | Pres            | Reti            | Comp               | Pres               | Reti               | Comp        | Pres        | Reti        | Pres   | Reti   |
| --------------------- | --------------------- | --------------------- | ---------- | ---------- | --------------- | --------------- | --------------- | ------------------ | ------------------ | ------------------ | ----------- | ----------- | ----------- | ------ | ------ |
| 1956-1957             | Manchester Utd        | FD                    | 14         | 10         | FACup           | 2               | 1               | CC                 | 1                  | 1                  | -           | -           | -           | 17     | 12     |
| 1957-1958             | Manchester Utd        | FD                    | 21         | 8          | FACup           | 7               | 5               | CC                 | 2                  | 3                  | -           | -           | -           | 30     | 16     |
| 1958-1959             | Manchester Utd        | FD                    | 38         | 29         | FACup           | 1               | 0               | -                  | -                  | -                  | -           | -           | -           | 39     | 29     |
| 1959-1960             | Manchester Utd        | FD                    | 37         | 18         | FACup           | 3               | 3               | -                  | -                  | -                  | -           | -           | -           | 40     | 21     |
| 1960-1961             | Manchester Utd        | FD                    | 39         | 21         | FACup           | 3               | 0               | -                  | -                  | -                  | -           | -           | -           | 42     | 21     |
| 1961-1962             | Manchester Utd        | FD                    | 37         | 8          | FACup           | 6               | 2               | -                  | -                  | -                  | -           | -           | -           | 43     | 10     |
| 1962-1963             | Manchester Utd        | FD                    | 28         | 7          | FACup           | 6               | 2               | -                  | -                  | -                  | -           | -           | -           | 34     | 9      |
| 1963-1964             | Manchester Utd        | FD                    | 40         | 9          | FACup           | 7               | 2               | CC                 | 6                  | 4                  | CS          | 1           | -           | 54     | 15     |
| 1964-1965             | Manchester Utd        | FD                    | 41         | 10         | FACup           | 7               | 0               | CC                 | 11                 | 8                  | -           | -           | -           | 59     | 18     |
| 1965-1966             | Manchester Utd        | FD                    | 38         | 16         | FACup           | 7               | 0               | CC                 | 8                  | 2                  | CS          | 1           | -           | 54     | 18     |
| 1966-1967             | Manchester Utd        | FD                    | 42         | 12         | FACup           | 2               | 0               | -                  | -                  | -                  | -           | -           | -           | 44     | 12     |
| 1967-1968             | Manchester Utd        | FD                    | 41         | 15         | FACup           | 2               | 1               | CC                 | 9                  | 2                  | CS          | 1           | 2           | 53     | 20     |
| 1968-1969             | Manchester Utd        | FD                    | 32         | 5          | FACup           | 6               | 0               | CC                 | 8                  | 2                  | CInt        | 2           | 0           | 48     | 7      |
| 1969-1970             | Manchester Utd        | FD                    | 40         | 12         | FACup+CdL       | 9+8             | 1+1             | -                  | -                  | -                  | -           | -           | -           | 57     | 14     |
| 1970-1971             | Manchester Utd        | FD                    | 42         | 5          | FACup+CdL       | 2+6             | 0+3             | -                  | -                  | -                  | -           | -           | -           | 50     | 8      |
| 1971-1972             | Manchester Utd        | FD                    | 40         | 8          | FACup+CdL       | 7+6             | 2+2             | -                  | -                  | -                  | -           | -           | -           | 53     | 12     |
| 1972-1973             | Manchester Utd        | FD                    | 36         | 6          | FACup+CdL       | 1+4             | 0+1             | -                  | -                  | -                  | -           | -           | -           | 41     | 7      |
| Totale Manchester Utd | Totale Manchester Utd | Totale Manchester Utd | 606        | 199        |                 | 102             | 26              |                    | 45                 | 22                 |             | 5           | 2           | 758    | 249    |
| 1974-1975             | Preston N.E.          | TD                    | 38         | 8          | FACup+CdL       | 4+3             | 1+1             | -                  | -                  | -                  | -           | -           | -           | 45     | 10     |
| 1975-1976             | Waterford United      | LI                    | 3          | 1          | FAICup          | 1               | 0               | -                  | -                  | -                  | -           | -           | -           | 4      | 1      |
| ago.1978              | Newcastle KB United   | NSL                   | 1          | 0          |                 | -               | -               | -                  | -                  | -                  | -           | -           | -           | 1      | 0      |
| 1979                  | Perth Azzurri         | WAFL                  | 3          | 2          |                 | -               | -               | -                  | -                  | -                  | -           | -           | -           | 3      | 2      |
| mar.1980              | Blacktown City        | NSL                   | 1          | 1          |                 | -               | -               | -                  | -                  | -                  | -           | -           | -           | 1      | 1      |
| Totale carriera       | Totale carriera       | Totale carriera       | 652        | 211        |                 | 110             | 28              |                    | 45                 | 22                 |             | 5           | 2           | 812    | 263    |

### Cronologia presenze e reti in nazionale
| Cronologia completa delle presenze e delle reti in nazionale ― Inghilterra | Cronologia completa delle presenze e delle reti in nazionale ― Inghilterra | Cronologia completa delle presenze e delle reti in nazionale ― Inghilterra | Cronologia completa delle presenze e delle reti in nazionale ― Inghilterra | Cronologia completa delle presenze e delle reti in nazionale ― Inghilterra | Cronologia completa delle presenze e delle reti in nazionale ― Inghilterra | Cronologia completa delle presenze e delle reti in nazionale ― Inghilterra | Cronologia completa delle presenze e delle reti in nazionale ― Inghilterra |
| Data                                                                       | Città                                                                      | In casa                                                                    | Risultato                                                                  | Ospiti                                                                     | Competizione                                                               | Reti                                                                       | Note                                                                       |
| -------------------------------------------------------------------------- | -------------------------------------------------------------------------- | -------------------------------------------------------------------------- | -------------------------------------------------------------------------- | -------------------------------------------------------------------------- | -------------------------------------------------------------------------- | -------------------------------------------------------------------------- | -------------------------------------------------------------------------- |
| 19-4-1958                                                                  | Glasgow                                                                    | Scozia                                                                     | 0 – 4                                                                      | Inghilterra                                                                | Amichevole                                                                 | 1                                                                          |                                                                            |
| 7-5-1958                                                                   | Londra                                                                     | Inghilterra                                                                | 2 – 1                                                                      | Portogallo                                                                 | Amichevole                                                                 | 1                                                                          |                                                                            |
| 11-5-1958                                                                  | Belgrado                                                                   | Jugoslavia                                                                 | 5 – 0                                                                      | Inghilterra                                                                | Amichevole                                                                 | -                                                                          |                                                                            |
| 4-10-1958                                                                  | Belfast                                                                    | Irlanda del Nord                                                           | 3 – 3                                                                      | Inghilterra                                                                | Amichevole                                                                 | 2                                                                          |                                                                            |
| 22-10-1958                                                                 | Londra                                                                     | Inghilterra                                                                | 5 – 0                                                                      | Unione Sovietica                                                           | Amichevole                                                                 | 1                                                                          |                                                                            |
| 11-11-1958                                                                 | Londra                                                                     | Inghilterra                                                                | 1 – 0                                                                      | Scozia                                                                     | Amichevole                                                                 | 1                                                                          |                                                                            |
| 6-5-1959                                                                   | Londra                                                                     | Inghilterra                                                                | 2 – 2                                                                      | Italia                                                                     | Amichevole                                                                 | 1                                                                          |                                                                            |
| 13-5-1959                                                                  | Rio de Janeiro                                                             | Brasile                                                                    | 2 – 0                                                                      | Inghilterra                                                                | Amichevole                                                                 | -                                                                          |                                                                            |
| 17-5-1959                                                                  | Lima                                                                       | Perù                                                                       | 4 – 1                                                                      | Inghilterra                                                                | Amichevole                                                                 | -                                                                          |                                                                            |
| 24-5-1959                                                                  | Città del Messico                                                          | Messico                                                                    | 2 – 1                                                                      | Inghilterra                                                                | Amichevole                                                                 | -                                                                          |                                                                            |
| 28-5-1959                                                                  | Los Angeles                                                                | Stati Uniti                                                                | 1 – 8                                                                      | Inghilterra                                                                | Amichevole                                                                 | 3                                                                          |                                                                            |
| 17-10-1959                                                                 | Cardiff                                                                    | Galles                                                                     | 1 – 1                                                                      | Inghilterra                                                                | Amichevole                                                                 | -                                                                          |                                                                            |
| 28-10-1959                                                                 | Londra                                                                     | Inghilterra                                                                | 2 – 3                                                                      | Svezia                                                                     | Amichevole                                                                 | 1                                                                          |                                                                            |
| 9-4-1960                                                                   | Glasgow                                                                    | Scozia                                                                     | 1 – 1                                                                      | Inghilterra                                                                | Amichevole                                                                 | 1                                                                          |                                                                            |
| 11-5-1960                                                                  | Londra                                                                     | Inghilterra                                                                | 3 – 3                                                                      | Jugoslavia                                                                 | Amichevole                                                                 | -                                                                          |                                                                            |
| 15-5-1960                                                                  | Madrid                                                                     | Spagna                                                                     | 3 – 0                                                                      | Inghilterra                                                                | Amichevole                                                                 | -                                                                          |                                                                            |
| 22-5-1960                                                                  | Budapest                                                                   | Ungheria                                                                   | 2 – 0                                                                      | Inghilterra                                                                | Amichevole                                                                 | -                                                                          |                                                                            |
| 8-10-1960                                                                  | Belfast                                                                    | Irlanda del Nord                                                           | 2 – 5                                                                      | Inghilterra                                                                | Amichevole                                                                 | 1                                                                          |                                                                            |
| 19-10-1960                                                                 | Lussemburgo                                                                | Lussemburgo                                                                | 0 – 9                                                                      | Inghilterra                                                                | Qual. Mondiali 1962                                                        | 3                                                                          |                                                                            |
| 26-10-1960                                                                 | Londra                                                                     | Inghilterra                                                                | 4 – 2                                                                      | Spagna                                                                     | Amichevole                                                                 | -                                                                          |                                                                            |
| 23-11-1960                                                                 | Londra                                                                     | Inghilterra                                                                | 5 – 1                                                                      | Galles                                                                     | Amichevole                                                                 | 1                                                                          |                                                                            |
| 15-4-1961                                                                  | Londra                                                                     | Inghilterra                                                                | 9 – 3                                                                      | Scozia                                                                     | Amichevole                                                                 | -                                                                          |                                                                            |
| 10-5-1961                                                                  | Londra                                                                     | Inghilterra                                                                | 8 – 0                                                                      | Messico                                                                    | Amichevole                                                                 | 3                                                                          |                                                                            |
| 21-5-1961                                                                  | Lisbona                                                                    | Portogallo                                                                 | 1 – 1                                                                      | Inghilterra                                                                | Qual. Mondiali 1962                                                        | -                                                                          |                                                                            |
| 24-5-1961                                                                  | Roma                                                                       | Italia                                                                     | 2 – 3                                                                      | Inghilterra                                                                | Amichevole                                                                 | -                                                                          |                                                                            |
| 27-5-1961                                                                  | Vienna                                                                     | Austria                                                                    | 3 – 1                                                                      | Inghilterra                                                                | Amichevole                                                                 | -                                                                          |                                                                            |
| 28-9-1961                                                                  | Londra                                                                     | Inghilterra                                                                | 4 – 1                                                                      | Lussemburgo                                                                | Qual. Mondiali 1962                                                        | 2                                                                          |                                                                            |
| 14-10-1961                                                                 | Cardiff                                                                    | Galles                                                                     | 1 – 1                                                                      | Inghilterra                                                                | Qual. Mondiali 1962                                                        | -                                                                          |                                                                            |
| 25-10-1961                                                                 | Londra                                                                     | Inghilterra                                                                | 2 – 0                                                                      | Portogallo                                                                 | Qual. Mondiali 1962                                                        | -                                                                          |                                                                            |
| 22-11-1961                                                                 | Londra                                                                     | Inghilterra                                                                | 1 – 1                                                                      | Irlanda                                                                    | Amichevole                                                                 | 1                                                                          |                                                                            |
| 4-4-1962                                                                   | Londra                                                                     | Inghilterra                                                                | 3 – 1                                                                      | Austria                                                                    | Amichevole                                                                 | -                                                                          |                                                                            |
| 14-4-1962                                                                  | Glasgow                                                                    | Scozia                                                                     | 2 – 0                                                                      | Inghilterra                                                                | Amichevole                                                                 | -                                                                          |                                                                            |
| 9-5-1962                                                                   | Londra                                                                     | Inghilterra                                                                | 3 – 1                                                                      | Svizzera                                                                   | Amichevole                                                                 | -                                                                          |                                                                            |
| 20-5-1962                                                                  | Lima                                                                       | Perù                                                                       | 0 – 4                                                                      | Inghilterra                                                                | Amichevole                                                                 | -                                                                          |                                                                            |
| 31-5-1962                                                                  | Rancagua                                                                   | Ungheria                                                                   | 2 – 1                                                                      | Inghilterra                                                                | Mondiali 1962 - 1º turno                                                   | -                                                                          |                                                                            |
| 2-6-1962                                                                   | Rancagua                                                                   | Inghilterra                                                                | 3 – 1                                                                      | Argentina                                                                  | Mondiali 1962 - 1º turno                                                   | 1                                                                          |                                                                            |
| 7-6-1962                                                                   | Rancagua                                                                   | Inghilterra                                                                | 0 – 0                                                                      | Bulgaria                                                                   | Mondiali 1962 - 1º turno                                                   | -                                                                          |                                                                            |
| 10-6-1962                                                                  | Viña del Mar                                                               | Brasile                                                                    | 3 – 1                                                                      | Inghilterra                                                                | Mondiali 1962 - Quarti di finale                                           | -                                                                          |                                                                            |
| 27-2-1963                                                                  | Parigi                                                                     | Francia                                                                    | 3 – 2                                                                      | Inghilterra                                                                | Qual. Euro 1964                                                            | -                                                                          |                                                                            |
| 6-4-1963                                                                   | Londra                                                                     | Inghilterra                                                                | 1 – 2                                                                      | Scozia                                                                     | Amichevole                                                                 | -                                                                          |                                                                            |
| 8-5-1963                                                                   | Londra                                                                     | Inghilterra                                                                | 1 – 1                                                                      | Brasile                                                                    | Amichevole                                                                 | -                                                                          |                                                                            |
| 29-5-1963                                                                  | Bratislava                                                                 | Cecoslovacchia                                                             | 2 – 4                                                                      | Inghilterra                                                                | Amichevole                                                                 | 1                                                                          |                                                                            |
| 2-6-1963                                                                   | Lipsia                                                                     | Germania Ovest                                                             | 1 – 2                                                                      | Inghilterra                                                                | Amichevole                                                                 | 1                                                                          |                                                                            |
| 5-6-1963                                                                   | Basilea                                                                    | Svizzera                                                                   | 1 – 8                                                                      | Inghilterra                                                                | Amichevole                                                                 | 3                                                                          |                                                                            |
| 12-10-1963                                                                 | Yaoundé                                                                    | Camerun                                                                    | 0 – 4                                                                      | Inghilterra                                                                | Amichevole                                                                 | 1                                                                          |                                                                            |
| 23-10-1963                                                                 | Londra                                                                     | Inghilterra                                                                | 2 – 1                                                                      | Algeria                                                                    | Amichevole                                                                 | -                                                                          |                                                                            |
| 20-11-1963                                                                 | Londra                                                                     | Inghilterra                                                                | 6 – 0                                                                      | Liechtenstein                                                              | Amichevole                                                                 | -                                                                          |                                                                            |
| 11-4-1964                                                                  | Glasgow                                                                    | Scozia                                                                     | 1 – 0                                                                      | Inghilterra                                                                | Amichevole                                                                 | -                                                                          |                                                                            |
| 6-5-1964                                                                   | Londra                                                                     | Inghilterra                                                                | 2 – 1                                                                      | Uruguay                                                                    | Amichevole                                                                 | -                                                                          |                                                                            |
| 17-5-1964                                                                  | Lisbona                                                                    | Portogallo                                                                 | 3 – 4                                                                      | Inghilterra                                                                | Amichevole                                                                 | 1                                                                          |                                                                            |
| 24-5-1964                                                                  | Dublino                                                                    | Irlanda                                                                    | 1 – 3                                                                      | Inghilterra                                                                | Amichevole                                                                 | -                                                                          |                                                                            |
| 27-5-1964                                                                  | New York                                                                   | Stati Uniti                                                                | 0 – 10                                                                     | Inghilterra                                                                | Amichevole                                                                 | 1                                                                          |                                                                            |
| 30-5-1964                                                                  | Rio de Janeiro                                                             | Brasile                                                                    | 5 – 1                                                                      | Inghilterra                                                                | Amichevole                                                                 | -                                                                          |                                                                            |
| 6-6-1964                                                                   | Rio de Janeiro                                                             | Inghilterra                                                                | 0 – 1                                                                      | Argentina                                                                  | Amichevole                                                                 | -                                                                          |                                                                            |
| 3-10-1964                                                                  | Belfast                                                                    | Irlanda del Nord                                                           | 3 – 4                                                                      | Inghilterra                                                                | Amichevole                                                                 | -                                                                          |                                                                            |
| 9-12-1964                                                                  | Amsterdam                                                                  | Paesi Bassi                                                                | 1 – 1                                                                      | Inghilterra                                                                | Amichevole                                                                 | -                                                                          |                                                                            |
| 10-4-1965                                                                  | Londra                                                                     | Inghilterra                                                                | 2 – 2                                                                      | Svezia                                                                     | Amichevole                                                                 | 1                                                                          |                                                                            |
| 2-10-1965                                                                  | Cardiff                                                                    | Galles                                                                     | 0 – 0                                                                      | Inghilterra                                                                | Amichevole                                                                 | -                                                                          |                                                                            |
| 20-10-1965                                                                 | Londra                                                                     | Inghilterra                                                                | 2 – 3                                                                      | Austria                                                                    | Amichevole                                                                 | 1                                                                          |                                                                            |
| 10-11-1965                                                                 | Londra                                                                     | Inghilterra                                                                | 2 – 1                                                                      | Ghana                                                                      | Amichevole                                                                 | -                                                                          |                                                                            |
| 8-12-1965                                                                  | Madrid                                                                     | Spagna                                                                     | 0 – 2                                                                      | Inghilterra                                                                | Amichevole                                                                 | -                                                                          |                                                                            |
| 23-2-1966                                                                  | Londra                                                                     | Inghilterra                                                                | 1 – 0                                                                      | Germania Ovest                                                             | Amichevole                                                                 | -                                                                          |                                                                            |
| 2-4-1966                                                                   | Glasgow                                                                    | Scozia                                                                     | 3 – 4                                                                      | Inghilterra                                                                | Amichevole                                                                 | 1                                                                          |                                                                            |
| 4-5-1966                                                                   | Londra                                                                     | Inghilterra                                                                | 2 – 0                                                                      | Slovenia                                                                   | Amichevole                                                                 | 1                                                                          |                                                                            |
| 26-6-1966                                                                  | Helsinki                                                                   | Finlandia                                                                  | 0 – 3                                                                      | Inghilterra                                                                | Amichevole                                                                 | -                                                                          |                                                                            |
| 29-6-1966                                                                  | Oslo                                                                       | Norvegia                                                                   | 1 – 6                                                                      | Inghilterra                                                                | Amichevole                                                                 | -                                                                          |                                                                            |
| 5-7-1966                                                                   | Chorzów                                                                    | Polonia                                                                    | 0 – 1                                                                      | Inghilterra                                                                | Amichevole                                                                 | -                                                                          |                                                                            |
| 11-7-1966                                                                  | Londra                                                                     | Inghilterra                                                                | 0 – 0                                                                      | Uruguay                                                                    | Mondiali 1966 - 1º turno                                                   | -                                                                          |                                                                            |
| 16-7-1966                                                                  | Londra                                                                     | Inghilterra                                                                | 2 – 0                                                                      | Messico                                                                    | Mondiali 1966 - 1º turno                                                   | 1                                                                          |                                                                            |
| 20-7-1966                                                                  | Londra                                                                     | Inghilterra                                                                | 2 – 0                                                                      | Francia                                                                    | Mondiali 1966 - 1º turno                                                   | -                                                                          |                                                                            |
| 23-71966                                                                   | Londra                                                                     | Inghilterra                                                                | 1 – 0                                                                      | Argentina                                                                  | Mondiali 1966 - Quarti di finale                                           | -                                                                          |                                                                            |
| 26-7-1966                                                                  | Londra                                                                     | Inghilterra                                                                | 2 – 1                                                                      | Portogallo                                                                 | Mondiali 1966 - Semifinale                                                 | 2                                                                          |                                                                            |
| 30-7-1966                                                                  | Londra                                                                     | Inghilterra                                                                | 4 – 2                                                                      | Germania Ovest                                                             | Mondiali 1966 - Finale                                                     | -                                                                          |                                                                            |
| 22-10-1966                                                                 | Belfast                                                                    | Irlanda del Nord                                                           | 0 – 2                                                                      | Inghilterra                                                                | Amichevole                                                                 | -                                                                          |                                                                            |
| 16-11-1966                                                                 | Londra                                                                     | Inghilterra                                                                | 5 – 1                                                                      | Galles                                                                     | Qual. Euro 1968                                                            | 1                                                                          |                                                                            |
| 15-4-1967                                                                  | Londra                                                                     | Inghilterra                                                                | 2 – 3                                                                      | Scozia                                                                     | Qual. Euro 1968                                                            | -                                                                          |                                                                            |
| 21-10-1967                                                                 | Cardiff                                                                    | Galles                                                                     | 0 – 3                                                                      | Inghilterra                                                                | Qual. Euro 1968                                                            | 1                                                                          |                                                                            |
| 22-11-1967                                                                 | Copenaghen                                                                 | Danimarca                                                                  | 0 – 2                                                                      | Inghilterra                                                                | Qual. Euro 1968                                                            | 1                                                                          |                                                                            |
| 6-12-1967                                                                  | Londra                                                                     | Inghilterra                                                                | 2 – 2                                                                      | Unione Sovietica                                                           | Amichevole                                                                 | -                                                                          |                                                                            |
| 24-2-1968                                                                  | Glasgow                                                                    | Scozia                                                                     | 1 – 1                                                                      | Inghilterra                                                                | Qual. Euro 1968                                                            | -                                                                          |                                                                            |
| 3-4-1968                                                                   | Londra                                                                     | Inghilterra                                                                | 1 – 0                                                                      | Spagna                                                                     | Qual. Euro 1968                                                            | 1                                                                          |                                                                            |
| 8-5-1968                                                                   | Madrid                                                                     | Spagna                                                                     | 1 – 2                                                                      | Inghilterra                                                                | Qual. Euro 1968                                                            | -                                                                          |                                                                            |
| 22-5-1968                                                                  | Londra                                                                     | Inghilterra                                                                | 3 – 1                                                                      | Svezia                                                                     | Amichevole                                                                 | 1                                                                          |                                                                            |
| 5-6-1968                                                                   | Firenze                                                                    | Inghilterra                                                                | 0 – 1                                                                      | Jugoslavia                                                                 | Euro 1968 - 1º turno                                                       | -                                                                          |                                                                            |
| 8-6-1968                                                                   | Roma                                                                       | Unione Sovietica                                                           | 0 – 2                                                                      | Inghilterra                                                                | Euro 1968 - 1º turno                                                       | 1                                                                          |                                                                            |
| 6-11-1968                                                                  | Bucarest                                                                   | Romania                                                                    | 0 – 0                                                                      | Inghilterra                                                                | Amichevole                                                                 | -                                                                          |                                                                            |
| 11-12-1968                                                                 | Londra                                                                     | Inghilterra                                                                | 1 – 1                                                                      | Bulgaria                                                                   | Amichevole                                                                 | -                                                                          |                                                                            |
| 15-1-1969                                                                  | Londra                                                                     | Inghilterra                                                                | 1 – 1                                                                      | Romania                                                                    | Amichevole                                                                 | -                                                                          | cap.                                                                       |
| 3-5-1969                                                                   | Belfast                                                                    | Irlanda del Nord                                                           | 1 – 3                                                                      | Inghilterra                                                                | Amichevole                                                                 | -                                                                          |                                                                            |
| 7-5-1969                                                                   | Londra                                                                     | Inghilterra                                                                | 2 – 1                                                                      | Galles                                                                     | Amichevole                                                                 | 1                                                                          |                                                                            |
| 10-5-1969                                                                  | Londra                                                                     | Inghilterra                                                                | 4 – 1                                                                      | Scozia                                                                     | Amichevole                                                                 | -                                                                          |                                                                            |
| 1-6-1969                                                                   | Città del Messico                                                          | Messico                                                                    | 0 – 0                                                                      | Inghilterra                                                                | Amichevole                                                                 | -                                                                          |                                                                            |
| 8-6-1969                                                                   | Montevideo                                                                 | Uruguay                                                                    | 1 – 2                                                                      | Inghilterra                                                                | Amichevole                                                                 | -                                                                          |                                                                            |
| 12-6-1969                                                                  | Rio de Janeiro                                                             | Brasile                                                                    | 2 – 1                                                                      | Inghilterra                                                                | Amichevole                                                                 | -                                                                          |                                                                            |
| 5-11-1969                                                                  | Amsterdam                                                                  | Paesi Bassi                                                                | 0 – 1                                                                      | Inghilterra                                                                | Amichevole                                                                 | -                                                                          |                                                                            |
| 10-12-1969                                                                 | Londra                                                                     | Inghilterra                                                                | 1 – 0                                                                      | Portogallo                                                                 | Amichevole                                                                 | -                                                                          |                                                                            |
| 14-1-1970                                                                  | Londra                                                                     | Inghilterra                                                                | 0 – 0                                                                      | Paesi Bassi                                                                | Amichevole                                                                 | -                                                                          | cap.                                                                       |
| 14-4-1970                                                                  | Cardiff                                                                    | Galles                                                                     | 1 – 1                                                                      | Inghilterra                                                                | Amichevole                                                                 | -                                                                          |                                                                            |
| 21-4-1970                                                                  | Londra                                                                     | Inghilterra                                                                | 3 – 1                                                                      | Irlanda                                                                    | Amichevole                                                                 | 1                                                                          | cap.                                                                       |
| 20-5-1970                                                                  | Bogotà                                                                     | Colombia                                                                   | 0 – 4                                                                      | Inghilterra                                                                | Amichevole                                                                 | 1                                                                          |                                                                            |
| 24-5-1970                                                                  | Quito                                                                      | Ecuador                                                                    | 0 – 2                                                                      | Inghilterra                                                                | Amichevole                                                                 | -                                                                          |                                                                            |
| 2-6-1970                                                                   | Guadalajara                                                                | Inghilterra                                                                | 1 – 0                                                                      | Romania                                                                    | Mondiali 1970 - 1º turno                                                   | -                                                                          |                                                                            |
| 7-6-1970                                                                   | Guadalajara                                                                | Brasile                                                                    | 1 – 0                                                                      | Inghilterra                                                                | Mondiali 1970 - 1º turno                                                   | -                                                                          |                                                                            |
| 11-6-1970                                                                  | Guadalajara                                                                | Inghilterra                                                                | 1 – 0                                                                      | Cecoslovacchia                                                             | Mondiali 1970 - 1º turno                                                   | -                                                                          |                                                                            |
| 14-6-1970                                                                  | León                                                                       | Germania Ovest                                                             | 3 – 2 dts                                                                  | Inghilterra                                                                | Mondiali 1970 - Quarti di finale                                           | -                                                                          |                                                                            |
| Totale                                                                     |                                                                            | Presenze (8º posto)                                                        | 106                                                                        |                                                                            | Reti (3º posto)                                                            | 49                                                                         |                                                                            |

## Palmarès

### Giocatore

#### Club

##### Competizioni nazionali
- Coppa d'Inghilterra: 1

Manchester United: 1962-1963
- Campionato inglese: 3

Manchester United: 1956-1957, 1964-1965, 1966-1967
- Charity Shield: 4

Manchester United: 1956, 1957, 1965, 1967

##### Competizioni internazionali
- Coppa dei Campioni: 1

Manchester United: 1967-1968

#### Nazionale
- Campionato mondiale: 1

Inghilterra 1966

#### Individuale
- Pallone d'oro: 1

1966
- Giocatore dell'anno della FWA: 1

1966
- FIFA World Cup All-Time Team (1994)
- UEFA President's Award (2008)
- Candidato al Dream Team del Pallone d'oro (2020)